# پروژینا

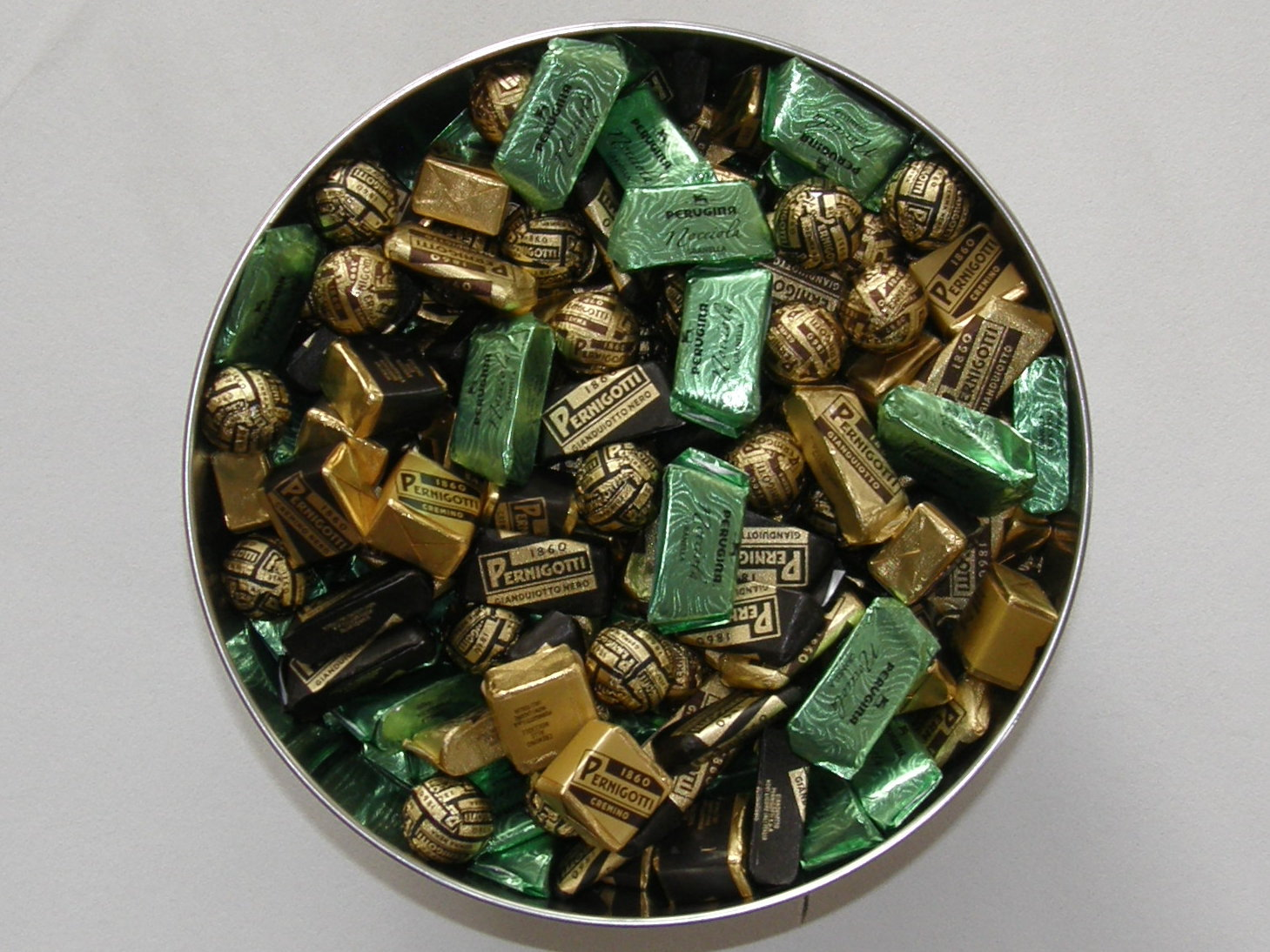
شکلات

پروژینا (انگلیسی: Perugina) شرکت صنایع غذایی ایتالیایی است، که در سال ۱۹۰۷ تأسیس شد.